# II. Károly király érem
A II. Károly király érem (angolul King Charles II Medal) egy kitüntetés, melyet a Royal Society ítél oda annak az állam- vagy kormányfőnek, aki sokat tesz azért, hogy az országában a tudomány fejlődjön. A díjat szabálytalan időközönként ítélik oda. Az érem anyaga aranyozott ezüst.

## Története
A díjat 1997-ben létesítette a tanács. Legelőször 1998-ban ítélték oda.

## Díjazottak
- 2011: Ven Csia-pao kínai miniszterelnök
- 2010: Angela Merkel német kancellár
- 2007: Abdul Kalam indiai miniszterelnök
- 1998: Akihito japán császár